# Бюхлер, Маркус
Ма́ркус Во́льфганг Бю́хлер (нем. Markus Wolfgang Büchler; род. 22 июля 1955, Зарлуи, Саар) — немецкий врач, хирург, профессор, специалист по операциям на органах пищеварения, в особенности известен уникальными операциями на поджелудочной железе.

## Биография
Маркус Бюхлер родился в городе Зарлуи (протекторат Саар, ныне земля Саар на юго-западе Германии) в семье врача-интерниста Ойгена Бюхлера и Эрики Бюхлер. Школьные годы провёл в Диллингене и в католическом интернате Лендер в Засбахе.
С 1974 по 1979 Бюхлер изучал медицину в Гейдельбергском университете, с 1979 по 1980 в Свободном университете Берлина, где по окончании учёбы в 1980 году получил лицензию на врачебную деятельность. В том же году защитил диссертацию на звание доктора медицины в Гейдельбергском университете. Специализацию в области хирургии прошёл в Ульмском университете, где в 1987 году получил хабилитацию и должность старшего врача, а в 1991 году звание профессора. Во время стажировки в Ульме сформировались его интересы к операциям на пищеварительной системе, и в частности на поджелудочной железе. В 1993 году профессор Бюхлер возглавил кафедру висцеральной и трансплантационной хирургии в клинике Бернского университета. В 1999 году он стал заведующим отделением заболеваний желудка, кишечника, печени и лёгких в этой клинике. В 2001 году перешел на медицинский факультет Гейдельбергского университета, где заведует отделением общей, висцеральной и трансплантационной хирургии, а с 2003 года является также управляющим директором университетской хирургической клиники. С 2005 года заведует по совместительству отделением хирургии в гейдельбергской больнице Салем, с 2009 года также отделением хирургии в больнице города Зинсхайма.

## Практическая и научная деятельность
Бюхлер специализируется по операциям на поджелудочной железе, печени, пищеварительном тракте, а также по трансплантации органов. Особенный фокус его практической и научной деятельности — хирургия поджелудочной железы, в частности при раке и хроническом панкреатите. На базе Гейдельбергской университетской клиники по его инициативе был создан Европейский центр лечения заболеваний поджелудочной железы.
Результаты лабораторных и клинических исследований Бюхлера опубликованы в более чем 1000 статей в медицинских журналах. Он также входит в редакционные коллегии многих международных медицинских журналов.
Бюхлер участвует в работе различных международных и национальных хирургичесних и медицинских обществ и ассоциаций. В частности он являлся президентом Швейцарского общества висцеральной хирургии (1999—2000), вице-президентом Швейцарского общества хирургии (2000), президентом Немецкого общества общей и висцеральной хирургии (2010—2011), в настоящее время президент Немецкого общества хирургии (2011—2012).

## Почётные звания и степени
Член немецкой академии естествоиспытателей «Леопольдина» с 2009 года. Почётный член различных медицинских обществ и ассоциаций разных стран мира. Почётный профессор Юго-Восточного университета в Нанкине, почётный профессор Научно-технического университета Хуажонга в Ухане, почётный доктор Университета медицины и фармакологии имени Лулиу Хатиегану в Клуж-Напока, почётный доктор Западного университета имени Василе Голдиша в Араде, почётный доктор Белградского университета, почётный доктор Белорусской медицинской академии последипломного образования в Минске.

## Награды (избранные)
- Премия имени Людвига Рена Объединения хирургов Среднего Рейна (1987)[6]
- Исследовательская награда Общества компьютерной томографии и магнитного резонанса (1991)
- Премия Европейской ассоциации гастроэнтерологии и эндоскопии (1993)
- Исследовательская премия Швейцарского общества хирургов (1995)
- Премия имени Макса Сиурала Финского общества гастроэнтерологии (2005)[7]
- Премия имени Гимберната Каталанского общества хирургии (2005)
- Премия Гиппократа Греческого общества внутренней медицины (2005)
- Медаль Амундсена Института хирургических исследований университета Осло (2013)
- Премия Рудольфа Ценкера Немецкого хирургического общества (2014)
- Премия Карла Генриха Бауера Немецкого хирургического общества (2018)

## Семья
Маркус Бюхлер женат на Хедвиг Марии Бройниг-Бюхлер, имеет четверых детей, ни один из которых не стал заниматься медициной.